# New Middletown (Ohio)
New Middletown è un villaggio degli Stati Uniti d'America, situato nello stato dell'Ohio, nella contea di Mahoning.